# Comblain-Fairon
Pour les articles homonymes, voir Comblain.

Comblain-Fairon est une section de la commune belge de Hamoir, située en Région wallonne dans la province de Liège. C'était une commune à part entière avant la fusion des communes de 1977.
Elle se composait de deux villages, Fairon et Comblain-la-Tour (en wallon Comblin-al-Tour) (où se situait la maison communale) ainsi que de plusieurs hameaux, dont Comblinay, Sparmont et Chirmont.

## Démographie
- Sources:INS, Rem:1831 jusqu'en 1970=recensements, 1976= nombre d'habitants au 31 décembre